# ألبيرتو زاكيروني
ألبيرتو زاكيروني (بالإيطالية: Alberto Zaccheroni) (مواليد ميدولا بمقاطعة فورلي تشيزينا في 1 مارس 1953) مدرب كرة قدم إيطالية، وقد درب أقوى الفرق الإيطالي، وهو معروف بخطته الشهيرة 3-4-3.
بدأ زاكاروني مسيرته التدريبية في نادي كوزنسا، ثم انتقل إلى نادي ريتشيوني، ثم نادي سان لادزارو، وباراكا وفينيسيا وبولونيا، قبل أن يعود إلى نادي كوزنسا.
و قد بدأ يتلمس النجاح بعد أن قام بتدريب نادي أودينيزي في موسم 1997/1998، حيث قادهم إلى الحصول على المركز الثالث بطريقة مفاجئة، مما يعني أنهم تأهلوا للعب في بطولة كأس الاتحاد الأوروبي في الموسم المقبل، وبعد هذه النتائج المذهلة مع أودونيزي إتجهت إليه الأنظار، وتوقع له العديد من النقاد أن يقود فريق كبير خلال الفترة القادمة، وبالفعل انتقل إلى تدريب نادي إيه سي ميلان، وقد جلب معه إلى السان سيرو النجمين الألماني أوليفر بيرهوف وتوماس هيلفيغ، ومع ميلان فاز معهم بلقب الدوري الإيطالي في موسم 1998/1999 بعد منافسة شرسة بين إيه سي ميلان ولاتسيو وفيورنتينا، وفي الموسم الذي تلاه قل نجاح الفريق وخرج من دوري أبطال أوروبا مبكرا، وبالرغم من حصول النادي على المركز الثالث في الدوري، إلا أنه لم ينافس فعليا على اللقب، وفي موسم 2000/2001 زاد وضع الفريق سوءا، حيث فشل الفريق في تغلب على نادي باريس سان جرمان في دوري أبطال أوروبا، مما اضطر السيد سيلفيو برلوسكوني إلى طرد زاكيروني، واستبداله بتشيزري مالديني.
و ظل زاكاروني بلا فريق لعدة أشهر، إلى أن طلبه نادي لاتسيو ليكون بديلا لدينو زوف، وقادهم إلى الحصول على المركز السادس في الدوري، مما يعني مشاركتهم في كأس الاتحاد الأوروبي، ولكنهم استبدلوه بروبيرتو مانشيني، وفي منتصف موسم 2003/2004 درب نادي إنتر ميلان وبالرغم من الخسارة المذلة أمام آرسنال الإنجليزي بنتيجة 1-5 في دوري أبطال أوروبا إلا أنه ساعدهم على الحصول على المركز الرابع في الدوري، وفي 7 سبتمبر 2006 تم تعيينه مدربا لنادي تورينو في الذكرة المئوية لتأسيس النادي,,وفي 26-1-2010 تم تعيينه مدرب لفريق السيدة العجوز نادي يوفنتوس خلفا للمدرب تشيرو فيرارا و هو سابقاً يدرب منتخب اليابان لكرة القدم وأحرز معهم كأس آسيا 2011 بقطر.
في السادس عشر من أكتوبر 2017 أعلن الاتحاد الإماراتي لكرة القدم يوم الإثنين تعاقده مع الإيطالي ألبيرتو زاكيروني لتدريب المنتخب الأول خلفا للأرجنتيني إدغاردو باوزا الذي انتقل لتدريب المنتخب السعودي.
وقال الاتحاد الإماراتي عبر حسابه على تويتر دون الكشف عن تفاصيل التعاقد ومدته: رسميا الاتحاد الإماراتي لكرة القدم يتعاقد مع المدرب الإيطالي البرتو زاكيروني لقيادة منتخبنا الوطني الأول، وسيتم تقديم المدرب البالغ عمره 64 عاما للإعلام في مؤتمر صحفي في دبي يوم الثلاثاء.
وذلك وفقاً للعربية نت .

## روابط خارجية
- ألبيرتو زاكيروني على موقع قاعدة بيانات كرة القدم.إي يو (الإنجليزية)
- ألبيرتو زاكيروني على موقع ناشيونال فوتبول تيمز (الإنجليزية)
- ألبيرتو زاكيروني على موقع Soccerway.com (الإنجليزية)
- ألبيرتو زاكيروني على موقع عالم كرة القدم.نت (الإنجليزية)
- ألبيرتو زاكيروني على موقع كووورة